# قائمة المعتقدات الخاطئة
المعتقد الخطأ هو مصطلح يصف حاله يُرى فيها الواقع بشكل مختلف عما يراه العلماء.

## التاريخ

### أمريكا
- محاولات كولومبوس لنيل الدعم لرحلاته لم تعطل بسبب اعتقاد أوروبا أن الأرض مسطحة. كان البحارة في تلك الفترة على علم بأن الأرض مستديرة ولكنهم لم يوافقوا تقديرات كولومبوس على مدى بعد الهند. لو لم تتواجد الأمريكتان واستمر كولومبوس نحو الهند لكانت كل محتويات السفينة قد نفدت قبل أن يصل إلى الهند (هذا إذا لم يحتسب احتمال التمرد الذي كان وشيكا).
- لم تكن لدى جورج واشنطن أسنان من خشب، فوفقا لدراسة أجرتها جامعة بيتسبرغ مع المتحف الوطني لطب الأسنان فقد كانت لديه أسنان من ذهب وعاج فرس النهر ورصاص وأسنان بشرية وحيوانية (ومنها ما يخص حميرا وخيولا).[1]
- إعلان التحرير الذي أصدره أبراهام لينكون في سبتمبر 1862 لم يحرر كل العبيد الأمريكيين مباشرةً،[2] وذلك أن المناطق التي كانت تحت حكم الجنوبيين الانفصاليين تجاهلت القرار، ولم يطبق إلا في المناطق التي كانت تحت سيطرة الشَّماليين في ذلك الوقت وهي جنوب لويزيانا وتينيسي وأجزاء من فرجينيا،[3] ولكن التعديلَ الثالثَ عشرَ عام 1865 هو ما ألغى العبودية نهائيا.

### أوروبا
- نابليون لم يكن قصيرا جدًّا.[4] بعد موته عام 1821 سجل أن طول الإمبراطور الفرنسي كان 1.686 متر.[5]، وقد كان طوله 5 قدم و2 بوصة فرنسية (5 قدم و6 بوصات حديثة) مما يجعله أطولَ قليلًا من رجل فرنسي متوسط الطول في تلك الفترة، أما العريف الصغير (بالفرنسية: Le Petit Corporal)‏ فلم يدل هذا على حجمه بل رتبته.

## الطبخ
- سوشي ليس معناه سمك غير مطهُوّ، وليس كل وجبة سوشي تحوي سمكًا غيرَ مطهوٍّ.[6][7] المصطلح الياباني للسمكِ غير المطهوِّ هو «ساشيمي» والمصطلح سوشي يستعمل لوصف طريقة طهو الأَرُزّ.[8] على الأَرُزّ قد يضاف السمك غير المطهو ولكن أيضا فواكه بحرية، سمك البطارخ، والخضار. الطبق الذي يحتوي على السوشي واضافات أخرى محاطه باعشاب البحر تسمى ماكيزوشي وليس سوشي.
- المحار المطبوخ وغير المفتوح لا يضر بالصحة.[9]

## الموسيقى
- لويس أرمسترونغ لم يولد يوم 4 يوليو 1900 خلافا للأسطورة (التي ساهم هو في نشرها)، ولم يعرف التاريخ الحقيقي إلا بعد منتصف الثمانينات وهو 4 أغسطس 1901.[10][11]